# Edwin Mellen Press

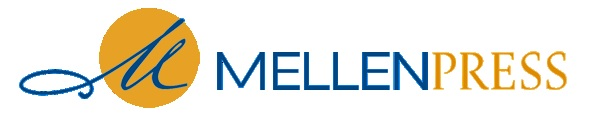
Logo de Edwin Mellen Press

L'Edwin Mellen Press est une maison d'édition basée à Lewiston, New York. Elle a été fondée par Herbert Richardson, professeur de théologie et pasteur de l'Église presbytérienne américaine.

## Travaux publiés
- (en) Averil Cameron, Elizabeth Puttick et Bernard Clarke, Desert Mothers: Women Ascetics in Early Christian Egypt, Edwin Mellen Press, 1993 (lire en ligne)
- (en) Current Issues on Theology and Religion in Latin America and Africa. Lewiston, N.Y. and Lampeter, U.K.: Edwin Mellen Press, 280 + xv pp., 2002.
- (en) A Social History of the Catholic Church in Chile Vol. I: The First Period of the Pinochet Government 1973-1980. Lewinston, New York, Queenston, Ontario and Lampeter, Wales: Edwin Mellen Press, 2004, 302 pp. Winner of the Adele Mellen Prize 2004
- (en) A Social History of the Catholic Church in Chile Vol. II: The Archbishop Cardinal Raúl Silva Henríquez. Lewinston, New York, Queenston, Ontario and Lampeter, Wales: Edwin Mellen Press, 364 p. 2006.
- (en) A Social History of the Catholic Church in Chile Vol. III: The Second Period of the Pinochet Government 1980-1990. Lewinston, New York, Queenston, Ontario and Lampeter, Wales: Edwin Mellen Press, 2006.
- (en-US) Ian Morley, British provincial civic design and the building of late-Victorian and Edwardian cities, 1880-1914, Edwin Mellen Press, 2008 Edwin Mellen Press.
- (en) A Social History of the Catholic Church in Chile Vol. IV: Torture and Forced Disappearance 1973-1974. Lewinston, New York, Queenston, Ontario and Lampeter, Wales: Edwin Mellen Press, 2011.
- (en) A Social History of the Catholic Church in Chile Vol. V: Torture and Forced Disappearance 1974-1976. Lewinston, New York, Queenston, Ontario and Lampeter, Wales: Edwin Mellen Press, 2011.
- (en) A Social History of the Catholic Church in Chile Vol. VI: The Allende Government 1970-1973. Lewinston, New York, Queenston, Ontario and Lampeter, Wales: Edwin Mellen Press, 2011.
- (en) A Social History of the Catholic Church in Chile Vol. VII: Christians for Socialism and the MIR. Lewinston, New York, Queenston, Ontario and Lampeter, Wales: Edwin Mellen Press, 2011.
- (en) A Social History of the Catholic Church in Chile Vol. VIII: The Visit of John Paul II (1987). Lewinston, New York, Queenston, Ontario and Lampeter, Wales: Edwin Mellen Press, 2012.
- (en) A History of the Lamas in Tibet 1391-2006. Lewinston, New York, Queenston, Ontario and Lampeter, Wales: Edwin Mellen Press, 2012.
- (en) Church, Liberation and World Religions. London: T&T Clark, 2012.
- (en) A Social History of the Catholic Church in Chile Vol. IX: St. Alberto Hurtado and St. Teresa de Los Andes. Lewinston, New York, Queenston, Ontario and Lampeter, Wales: Edwin Mellen Press, 2013.